# Denis Koudachiov
Denis Aleksandrovitch Koudachiov (en russe : Денис Александрович Кудашев – transcription française : Denis Aleksandrovitch Koudachev) est un coureur cycliste russe, né le 4 juin 1981 à Penza (Union soviétique) et décédé le 14 juillet 2008 à Penza (Russie), renversé par un automobiliste.

## Carrière
Champion de Russie de contre-la-montre par équipe en 2002, Denis Koudachiov a été coureur cycliste amateur en France de 2003 à 2005 et en 2008 à l'Entente Sud Gascogne. En 2006, il a rejoint l'équipe professionnelle espagnole Relax-GAM. Il y effectue deux saisons difficiles en raison d'un premier accident de la circulation qui le laisse une dizaine de jours dans le coma.

## Palmarès
- 2002
  - Champion de Russie du contre-la-montre par équipes (avec Vladimir et Alexander Efimkin)
- 2003-2004
  - Prix d'Automne de La Rochefoucauld 2003
  - Finale de la coupe de France dn1 espoirs - 2004
  - Coupe de France dn2/dn1 espoirs - / équipe
  - 3e étape des Boucles de Saint-Mont
  - Prix de Pierrefitte :
    - Classement général
    - Contre-la-montre par équipes

  - Tour du Canton de Neuvic
  - Prix de Braud
  - Prix de Labastide
- 2005
  - Grand Prix de la Tomate
  - Prix d'Automne de La Rochefoucauld
  - 2e étape des Trois Jours gitane
  - Tour du Haut-Béarn :
    - Classement général
    - 1re étape

  - Étape coupe de France 2005 contre-la-montre par équipe
  - 2e de la Prueba San Juan
  - 2e du Grand Prix d'Availles-Limouzine
  - 3e du Tour du Canton de Gémozac
- 2008
  - Tour de Montendre
  - 2e de l'Étoile de Tressignaux
  - 2e de la Primevère Montoise
  - 3e du Circuit des Vins du Blayais